# Finsbury Town Hall

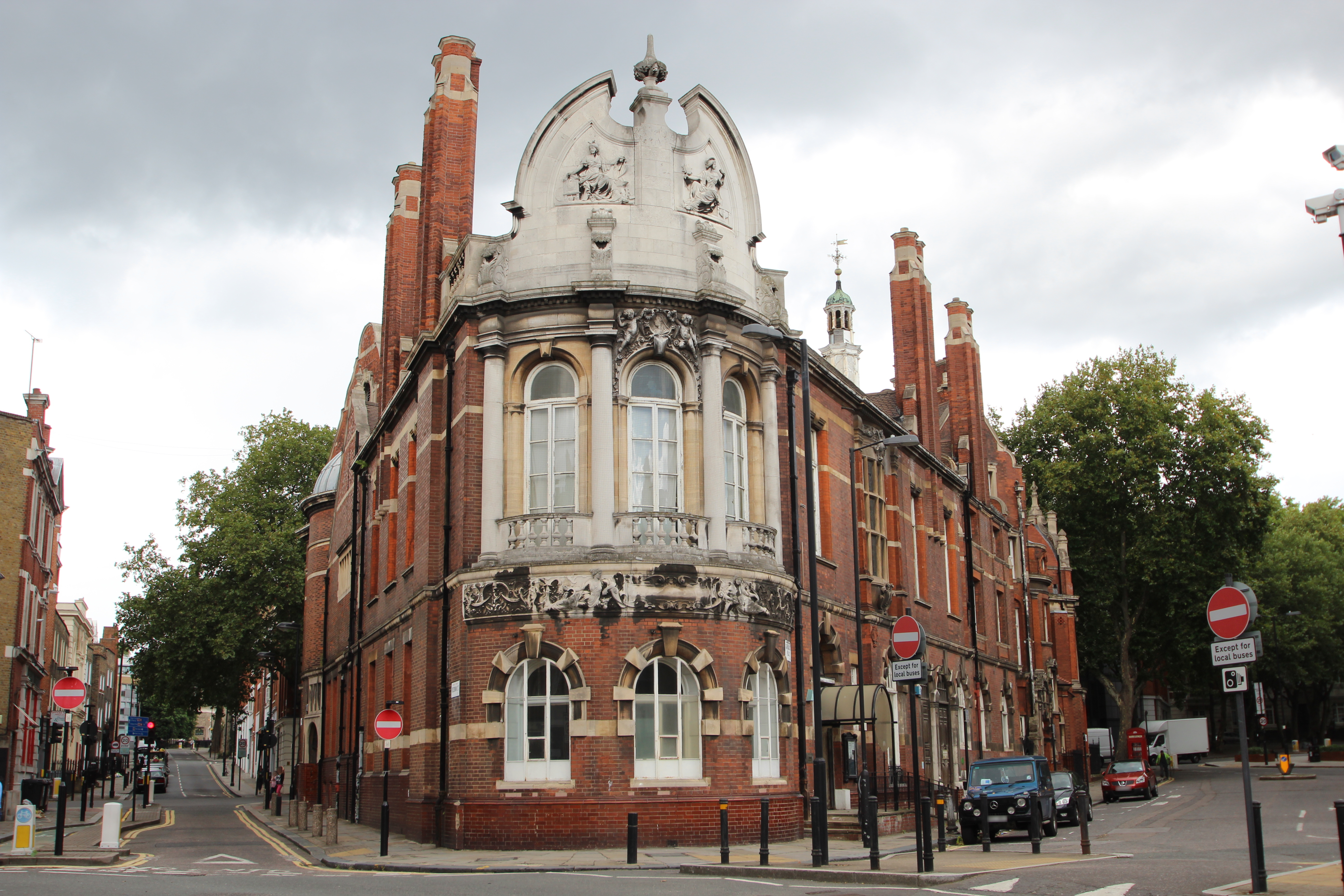
L'ancien hôtel de ville de Finsbury, à Londres.

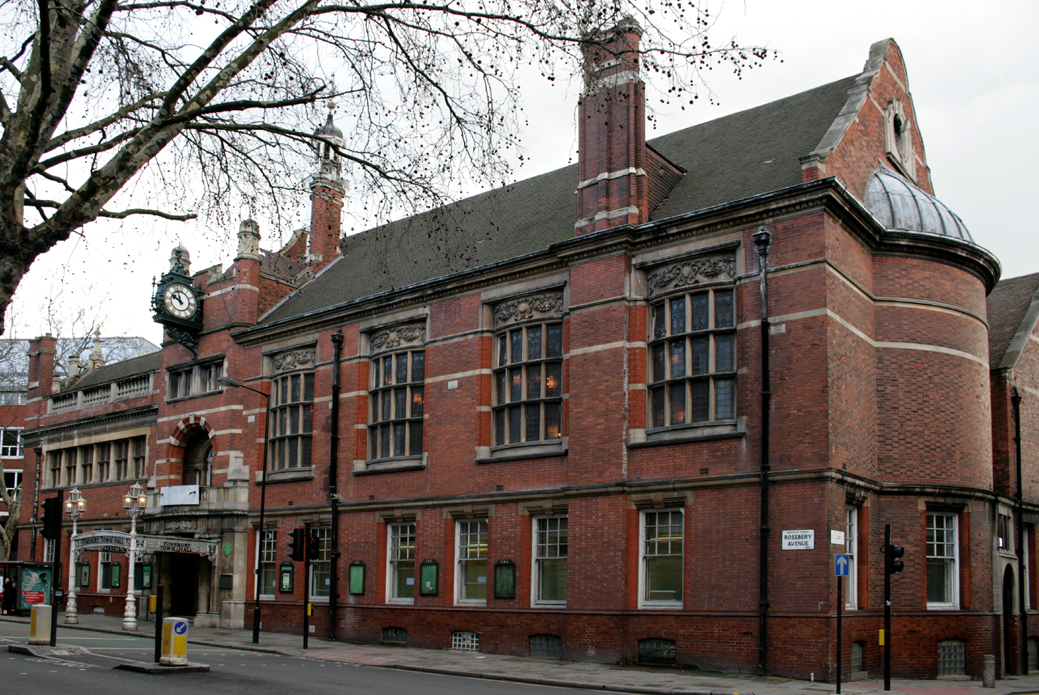
La façade de l'ancien hôtel de ville de Finsbury.

L'hôtel de ville de Finsbury (en anglais : Finsbury Town Hall) est un ancien bâtiment municipal de la capitale britannique Londres, utilisé jusqu'à ce que le borough métropolitain de Finsbury ne soit incorporé au borough d'Islington en 1965. Il est un bâtiment classé Grade II *.

## Histoire
Conçu en 1895 dans un style mi-Renaissance mi-Art nouveau en briques rouges et pierre de Portland, il comporte un porche en fonte triangulaire, avec entrée principale sur Rosebery Avenue. Il est classé depuis 1950. 
Onze projets avaient été soumis en 1892 pour agrandir et remplacer la sacristie de Clerkenwell. 
Lord Rosebery inaugure le bâtiment en 1895 comme nouvelle sacristie. Avec la création de l'arrondissement, le bâtiment est devenu l'hôtel de ville local et est nommé dans un premier temps hôtel de ville de Clerkenwell. 
À l'heure actuelle, en plus d'être un lieu de mariage, le bâtiment abrite l'Académie des arts du spectacle Urdang, dont les salles principales sont utilisées pour les cours de danse. 

## Galerie

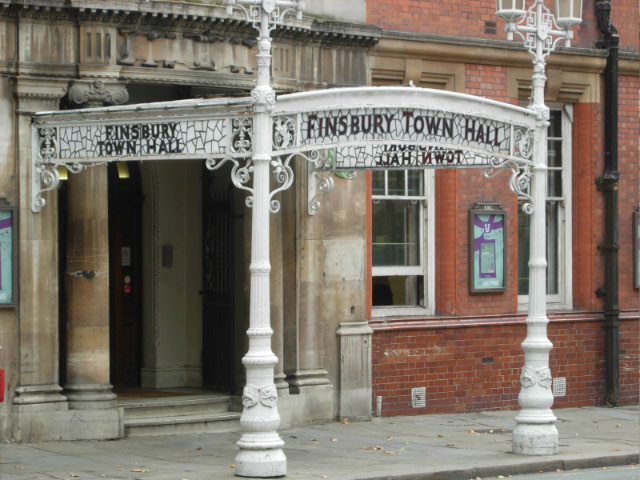
Entrée de l'ancien hôtel de ville.
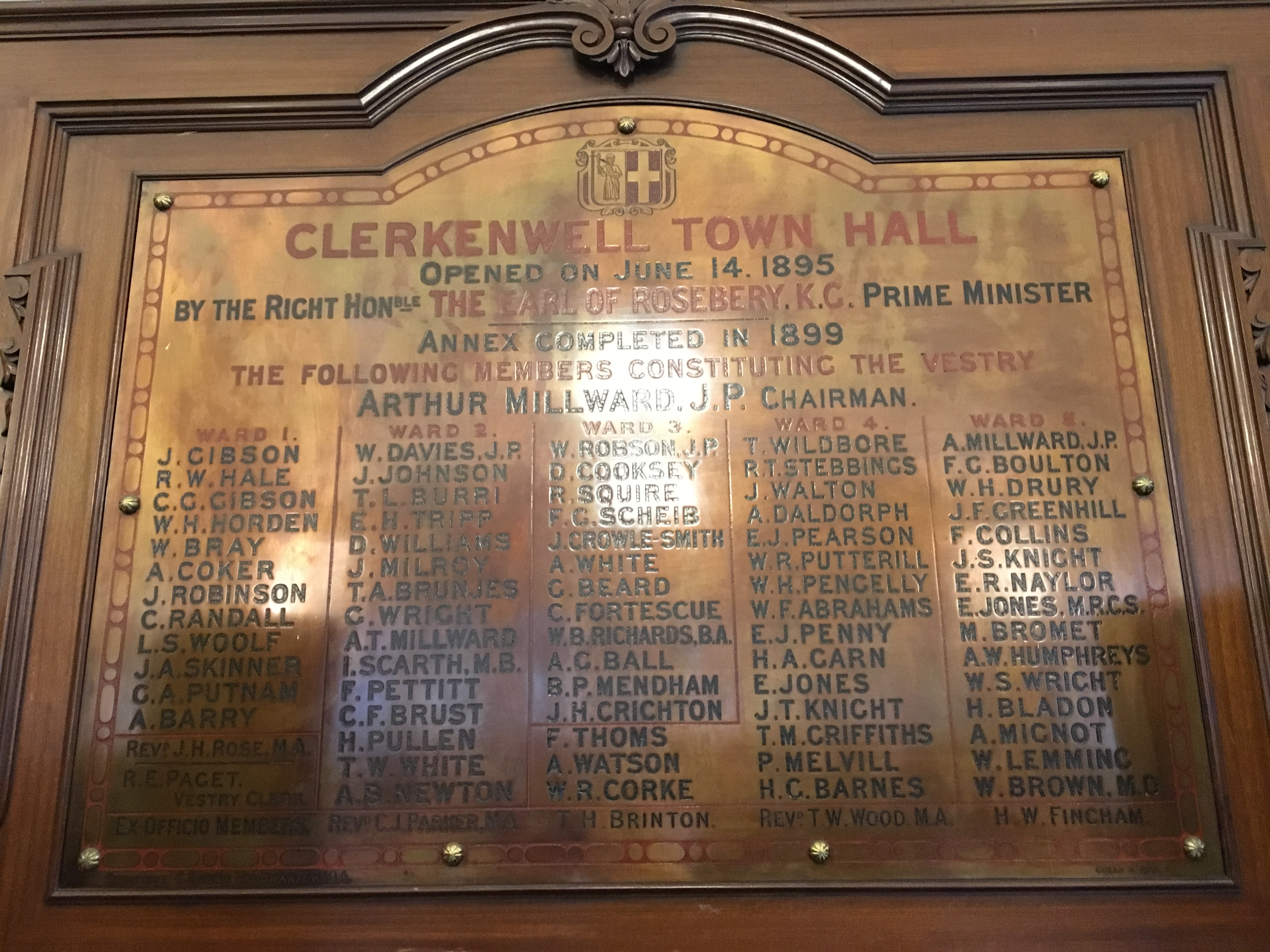
Plaque de l'hôtel de ville de Clerkenwell.
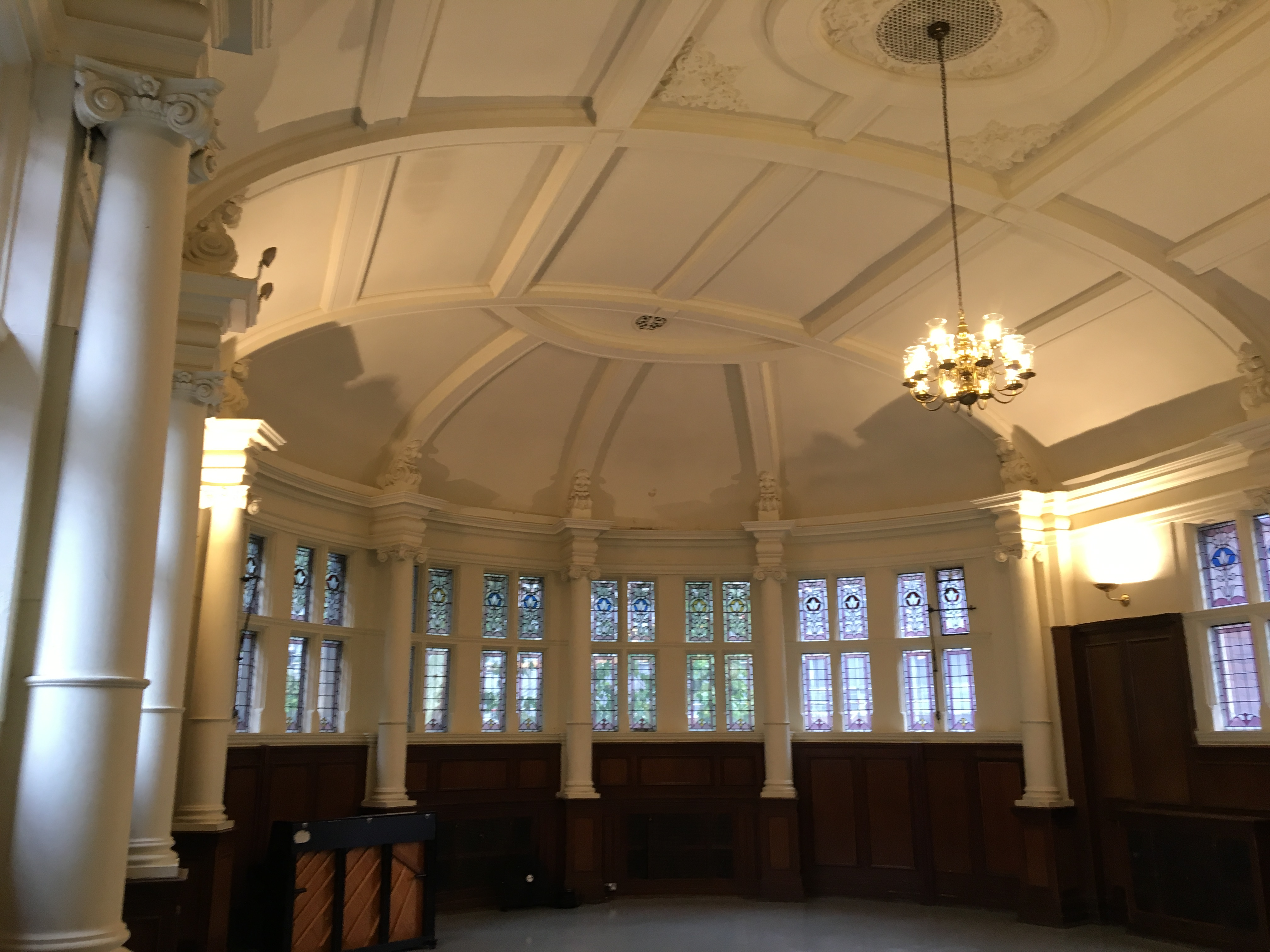
Finsbury Town Hall, salle du conseil.
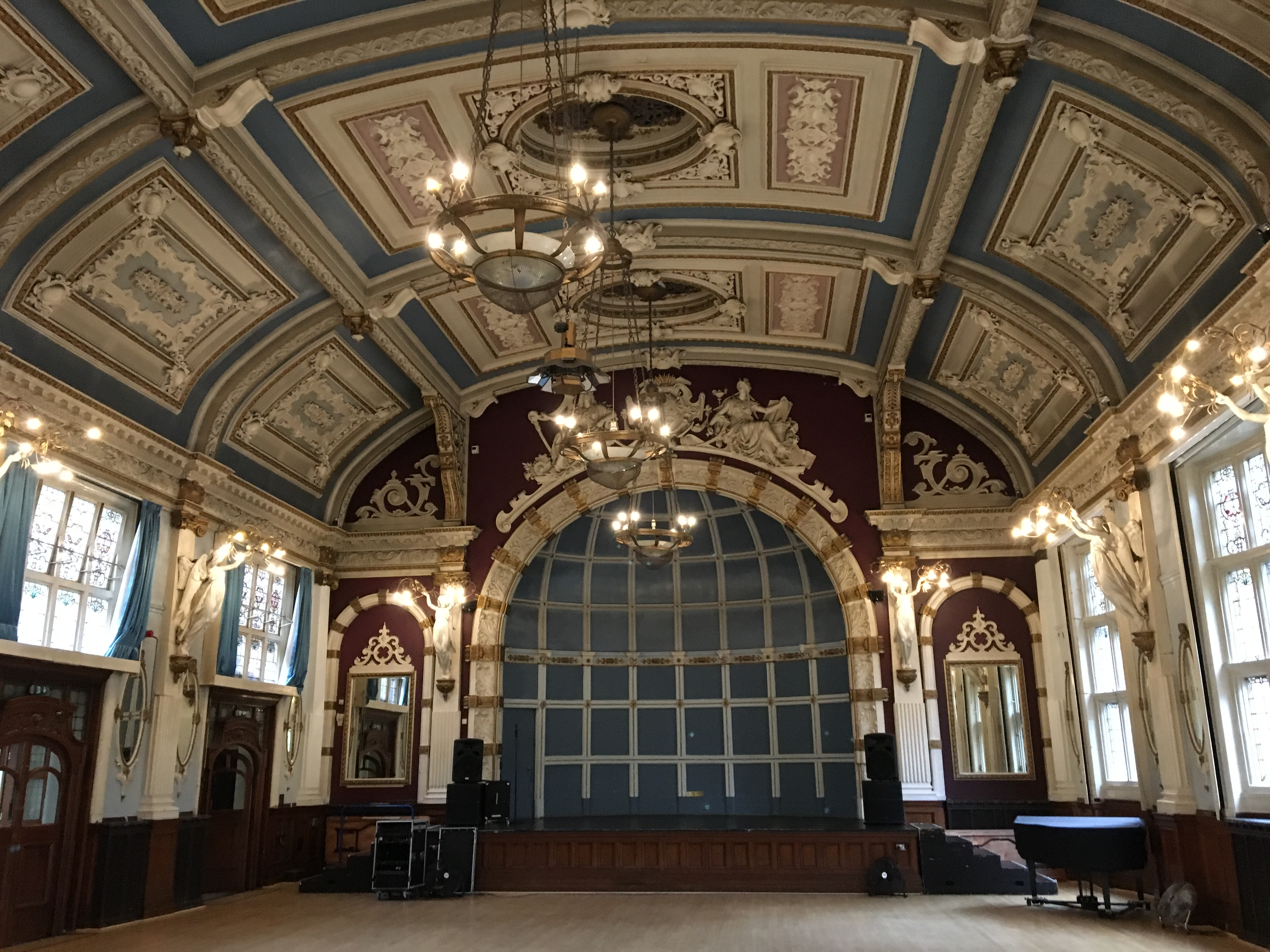
Finsbury Town Hall, grande salle.